# Copa Asiática 2019
La Copa Asiática 2019 fue la XVII edición del torneo de selecciones nacionales absolutas más importante de la Confederación Asiática de Fútbol (AFC), se llevó a cabo en Emiratos Árabes Unidos del 5 de enero al 1 de febrero. 
Por primera vez en la historia de la Copa Asiática son 24 los equipos que tomen parte en la competición luego que el comité ejecutivo de la AFC decidió aprobar el incremento de los equipos en una reunión realizada en abril de 2014. Desde la Copa Asiática 2004 hasta la realizada en 2015 eran 16 las selecciones que participaban en el torneo.
Australia, campeón de la edición anterior en 2015, no pudo defender su título tras caer en la ronda de cuartos de final ante la selección anfitriona. El campeón de esta edición fue Catar al vencer a Japón por 1:3.

## Elección del país anfitrión
En el congreso realizado el 28 de noviembre de 2012 en Kuala Lumpur la AFC aprobó el plazo del proceso de licitación para la Copa Asiática 2019 el cual inició el 15 de diciembre del mismo año. En marzo de 2013 el ente rector del fútbol asiático anunció que once países expresaron su interés en albergar el torneo: Baréin, China, Irán, Kuwait, Omán, Arabia Saudita, Tailandia, Emiratos Árabes Unidos, Líbano, Malasia y Birmania, estos tres últimos países se retiraron antes del plazo para presentar las solicitudes de candidaturas fijado para el 31 de agosto de 2013 (inicialmente la fecha fue fijada para el 1 de junio).
Los días 10 y 11 de septiembre de 2013 la AFC organizó un taller de trabajo con la finalidad de informar a los candidatos sobre los derechos, roles, responsabilidades y requisitos que debe cumplir el anfitrión del torneo, a esta reunión fueron invitados los 8 países que mantenían sus candidaturas. Sin embargo, días antes de realizarse el taller China fue el cuarto país que declino en su intención de acoger el certamen, le siguió Baréin que anunció su retiro el 7 de septiembre. En febrero de 2014 el presidente de la Asociación de Fútbol de Omán también anunció la cancelación de la candidatura por parte de su país.
Finalmente fueron 4 países: Irán, Arabia Saudita, Tailandia y Emiratos Árabes Unidos, representados por sus asociaciones nacionales de fútbol, los que presentaron la documentación con el acuerdo de la candidatura firmado, las garantías del gobierno y el cuestionario realizado por el candidato, todo esto requerido por la AFC antes de la fecha límite fijada para el 30 de mayo de 2014, luego siguió el periodo de inspección de las instalaciones y la infraestructura de estas cuatro naciones. Sin embargo, en enero de 2015 el secretario general de la AFC, Dato' Alex Sosay, anunció que los dos únicos candidatos que quedaban eran Irán y los Emiratos Árabes Unidos y que la elección se realizaría en marzo de 2015.
El 9 de marzo de 2015 el Comité Ejecutivo de la AFC, reunido en Manama, Baréin, anunció a los Emiratos Árabes Unidos como anfitrión de la Copa Asiática 2019 luego de una votación por unanimidad. La decisión se basó en los méritos que logró la candidatura emiratí en los requisitos requeridos por la AFC como son estadios, transporte, infraestructura, hoteles y varios otros aspectos deportivos, logísticos y administrativos.
| Candidaturas oficiales para la Copa Asiática 2019  | Candidaturas oficiales para la Copa Asiática 2019 |
| Países                                             | Copas Asiáticas organizadas anteriormente         |
| -------------------------------------------------- | ------------------------------------------------- |
| Arabia Saudita                                     | Ninguno                                           |
| Emiratos Árabes Unidos                             | 1996                                              |
| Irán                                               | 1968, 1976                                        |
| Tailandia                                          | 1972, 2007                                        |
| – Candidatura ganadora. – Candidatura desestimada. |                                                   |
| Fecha de elección: 9 de marzo de 2015              |                                                   |

## Organización

### Sedes
La candidatura de los Emiratos Árabes Unidos incluyó a ocho estadios repartidos en cuatro ciudades para ser sedes del torneo. Las ciudades elegidas fueron Abu Dhabi, Dubái, Al Ain y Sharjah.
| Abu Dabi            | Abu Dabi                   | Abu Dhabi Sharjah Dubái Al Ain | Al Ain                  | Al Ain                    |
| ------------------- | -------------------------- | ------------------------------ | ----------------------- | ------------------------- |
| Estadio Jeque Zayed | Estadio Mohammed bin Zayed | Abu Dhabi Sharjah Dubái Al Ain | Estadio Hazza bin Zayed | Estadio Khalifa bin Zayed |
| Aforo: 63 578       | Aforo: 42 000              | Abu Dhabi Sharjah Dubái Al Ain | Aforo: 25 900           | Aforo: 16 000             |
|                     |                            | Abu Dhabi Sharjah Dubái Al Ain |                         |                           |
| Abu Dabi            | Sharjah                    | Abu Dhabi Sharjah Dubái Al Ain | Dubái                   | Dubái                     |
| Estadio Al-Nahyan   | Estadio Sharjah            | Abu Dhabi Sharjah Dubái Al Ain | Estadio Al-Maktoum      | Estadio Al-Rashid         |
| Aforo: 10 000       | Aforo: 11 073              | Abu Dhabi Sharjah Dubái Al Ain | Aforo: 12 000           | Aforo: 18 000             |
|                     |                            | Abu Dhabi Sharjah Dubái Al Ain |                         |                           |

### Formato de competición
El torneo se desarrolla dividido en dos fases: Fase de grupos y Fase de eliminación.
En la fase de grupos los 24 equipos participantes se dividen en 6 grupos de 4 equipos, cada equipo juega una vez contra sus rivales de grupo en un sistema de todos contra todos y clasifican a la siguiente fase las dos selecciones que consigan la mayor cantidad de puntos además de los cuatro mejores terceros, dependiendo de las estadísticas generales del torneo. Las puntuaciones de los equipos son otorgadas de la siguiente manera:
- 3 puntos por partido ganado.
- 1 punto por partido empatado.
- 0 puntos por partido perdido.

Si al finalizar la fase de grupos 2 o más equipos obtienen la misma cantidad de puntos se aplican los siguientes criterios de desempate:
- Mayor número de puntos obtenidos en los partidos entre los equipos en cuestión.
- Diferencia de goles resultado de los partidos entre los equipos en cuestión.
- Mayor número de goles marcados en los partidos entre los equipos en cuestión.
- Diferencia de goles resultado de todos los partidos de grupo.
- Mayor número de goles marcados en todos los partidos de grupo.
- Tiros desde el punto penal, solo si son 2 los equipos involucrados y ambos se encuentran en el campo de juego.
- La puntuación más baja, calculada de acuerdo con la fórmula establecida en el Apéndice 1 del Reglamento de Competición del torneo, relativo al número de tarjetas amarillas y rojas recibidas por cada equipo en los partidos de grupo.
  - Por tarjeta amarilla: 1 punto;
  - Por tarjeta roja (como consecuencia de 2 tarjetas amarillas): 3 puntos;
  - Por tarjeta roja (directa): 3 puntos;
  - Por tarjeta amarilla seguida de una tarjeta roja (directa): 4 puntos.
- Sorteo.

La fase de eliminación consiste en los octavos de final, cuartos de final, semifinales y final. Los partidos de esta fase se juegan con un sistema de eliminación directa, participan los 16 equipos procedentes de la fase de grupos, los 8 equipos que resulten ganadores de los octavos de final disputan los cuartos de final, los 4 ganadores de los cuartos de final disputan las semifinales, y finalmente los ganadores de las semifinales se enfrentan en la final. Si algún partido de la fase de eliminación termina empatado luego de los 90 minutos de tiempo de juego reglamentario se juega un tiempo extra consistente en dos periodos de 15 minutos, si la igualdad persiste se define al ganador mediante tiros desde el punto penal.

## Equipos participantes

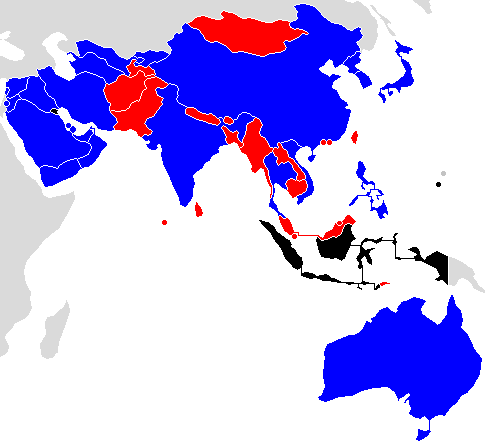
Clasificado
Eliminado
Descalificado/Abandonó el Torneo
No pertenece a la AFC

- En cursiva los equipos debutantes.

| Equipos participantes | Equipos participantes  | Equipos participantes | Equipos participantes |
| --------------------- | ---------------------- | --------------------- | --------------------- |
| Arabia Saudita        | Corea del Sur          | Japón                 | Siria                 |
| Australia             | Emiratos Árabes Unidos | Jordania              | Tailandia             |
| Baréin                | Filipinas              | Kirguistán            | Turkmenistán          |
| Catar                 | India                  | Líbano                | Uzbekistán            |
| China                 | Irak                   | Omán                  | Vietnam               |
| Corea del Norte       | Irán                   | Palestina             | Yemen                 |

### Sorteo
El sorteo final del torneo tuvo lugar el 4 de mayo de 2018 en el Ópera de Dubái en Dubái. Como anfitrión Emiratos Árabes Unidos fue colocado en el bolillero 1. Los otros 23 equipos fueron colocados basados en el Ranking FIFA de abril de 2018. Los 24 equipos fueron sorteados en seis grupos de cuatro equipos, con el anfitrión ocupando la posición A1.
Entre paréntesis se indica el puesto de cada selección en el ranking FIFA tomado en consideración.
| Bolillero 1 | Bolillero 2                                                                                      | Bolillero 3                                                                                           | Bolillero 4 |
| --- | ------------------------------------------------------------------------------------------------ | --- | --- |
| 1. Emiratos Árabes Unidos (81) (anfitrión) 2. Irán (36) 3. Australia (40) 4. Japón (60) 5. Corea del Sur (61) 6. Arabia Saudita (70) | 7. China (72) 8. Siria (75) 9. Uzbekistán (88) 10. Irak (89) 11. Catar (101) 12. Tailandia (128) | 13. Kirguistán (74) 14. Líbano (82) 15. Palestina (83) 16. Omán (87) 17. India (97) 18. Vietnam (103) | 19. Corea del Norte (112) 20. Filipinas (113) 21. Baréin (116) 22. Jordania (117) 23. Yemen (124) 24. Turkmenistán (129) |

## Árbitros
El 5 de diciembre de 2018, la AFC anunció la lista de 30 árbitros, 30 árbitros asistentes, dos árbitros suplentes y dos árbitros asistentes suplentes, incluyendo un árbitro central y dos asistentes de la CONCACAF para el torneo. El Árbitro asistente de video (VAR) será usado desde los cuartos de final en adelante.

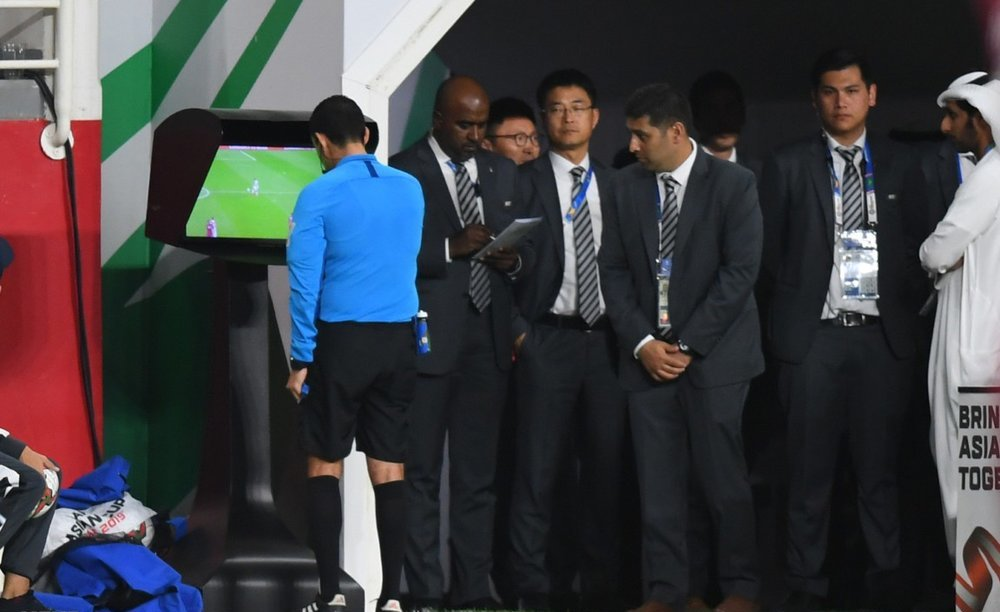
El árbitro César Arturo Ramos revisa una jugada utilizando el VAR durante el partido de semifinales entre y.

| Árbitros                               | Árbitros asistentes                  |
| -------------------------------------- | ------------------------------------ |
| Peter Green Christopher Beath          | Matthew Cream Anton Shchetinin       |
| Nawaf Shukralla                        | Mohamed Salman Yaser Tulefat         |
| Alireza Faghani                        | Mohammadreza Mansouri Reza Sokhandan |
| Ryuji Sato Jumpei Iida Hiroyuki Kimura | Jun Mihara Hiroshi Yamauchi          |
| Kim Dong-jin Ko Hyung-jin              | Kim Young-ha Yoon Kwang-yeol         |
| Fu Ming Ma Ning                        | Cao Yi Huo Weiming                   |
| Ahmed Al-Ali Adham Makhadmeh           | Mohammad Al-Kalaf Ahmad Al-Roalle    |
| César Arturo Ramos                     | Miguel Hernández Alberto Morín       |
| Liu Kwok Man                           |                                      |

| Árbitros                                               | Árbitros asistentes                      |
| ------------------------------------------------------ | ---------------------------------------- |
| Ahmed Al-Kaf                                           | Abu Bakar Al-Amri Rashid Al-Ghaithi      |
| Abdulrahman Al-Jassim Khamis Al-Kuwari Khamis Al-Marri | Saoud Al-Maqaleh Taleb Al-Marri          |
| Turki Al-Khudhayr                                      | Mohammed Al-Abakry Sergei Grishchenko    |
| Abdulla Hassan Mohamed Ammar Al-Jeneibi                | Mohamed Al-Hammadi Hasan Al-Mahri        |
| Ravshan Irmatov Valentin Kovalenko Ilgiz Tantashev     | Abdukhamidullo Rasulov Jakhongir Saidov  |
| Mohd Amirul Izwan Yaacob                               | Mohd Yusri Muhamad Mohamad Zainal Abidin |
| Muhammad Taqi Al-Jaafari                               | Ronnie Koh Min Kiat Palitha Hemathunga   |
| Ali Sabah Mohanad Qasim Eesee Sarray                   |                                          |
| Hettikamkanamge Perera                                 |                                          |

| Árbitros de reserva | Árbitros asistentes de reserva |
| ------------------- | ------------------------------ |
| Nivon Robesh Gamini | Priyanga Palliya Guruge        |
| Hanna Hattab        | Ali Ubaydee                    |

## Fase de grupos
- Las horas indicadas corresponden al huso horario local de Emiratos Árabes Unidos (UTC+4).

Los dos mejores equipos de cada grupo y los cuatro mejores terceros puestos avanzan a la ronda de los octavos de final.

### Grupo A
| Equipo                 | Pts | PJ | PG | PE | PP | GF | GC | Dif |
| ---------------------- | --- | -- | -- | -- | -- | -- | -- | --- |
| Emiratos Árabes Unidos | 5   | 3  | 1  | 2  | 0  | 4  | 2  | 2   |
| Tailandia              | 4   | 3  | 1  | 1  | 1  | 3  | 5  | -2  |
| Baréin                 | 4   | 3  | 1  | 1  | 1  | 2  | 2  | 0   |
| India                  | 3   | 3  | 1  | 0  | 2  | 4  | 4  | 0   |

| 5 de enero de 2019 | Emiratos Árabes Unidos | 1:1 (0:0) | Baréin      | Estadio Jeque Zayed, Abu Dabi                               |                                                             |
| 20:00              | Khalil 88' (pen.)      | Reporte   | Romaihi 78' | Asistencia: 33 878 espectadores Árbitro(s): Adham Makhadmeh | Asistencia: 33 878 espectadores Árbitro(s): Adham Makhadmeh |

| 6 de enero de 2019 | Tailandia  | 1:4 (1:1) | India                                               | Estadio Al-Nahyan, Abu Dabi                            |                                                        |
| 17:30              | Dangda 33' | Reporte   | Chhetri 27' (pen.) 46' · Thapa 68' · Lalpekhlua 80' | Asistencia: 3250 espectadores Árbitro(s): Liu Kwok Man | Asistencia: 3250 espectadores Árbitro(s): Liu Kwok Man |

| 10 de enero de 2019 | Baréin | 0:1 (0:0) | Tailandia      | Estadio Al-Maktoum, Dubái                                   |                                                             |
| 15:00               |        | Reporte   | Songkrasin 58' | Asistencia: 2720 espectadores Árbitro(s): Christopher Beath | Asistencia: 2720 espectadores Árbitro(s): Christopher Beath |

| 10 de enero de 2019 | Emiratos Árabes Unidos     | 2:0 (1:0) | India | Estadio Jeque Zayed, Abu Dabi                           |                                                         |
| 20:00               | Mubarek 41' · Mabkhout 88' | Reporte   |       | Asistencia: 43 206 espectadores Árbitro(s): César Ramos | Asistencia: 43 206 espectadores Árbitro(s): César Ramos |

| 14 de enero de 2019 | Emiratos Árabes Unidos | 1:1 (1:1) | Tailandia     | Estadio Hazza bin Zayed, Al Ain                        |                                                        |
| 20:00               | Mabkhout 7'            | Reporte   | Puangchan 41' | Asistencia: 17 809 espectadores Árbitro(s): Ryuji Sato | Asistencia: 17 809 espectadores Árbitro(s): Ryuji Sato |

| 14 de enero de 2019 | India | 0:1 (0:0) | Baréin              | Estadio Sharjah, Sharjah                                    |                                                             |
| 20:00               |       | Reporte   | Rashid 90+1' (pen.) | Asistencia: 11 417 espectadores Árbitro(s): Ilgiz Tantashev | Asistencia: 11 417 espectadores Árbitro(s): Ilgiz Tantashev |

### Grupo B
| Equipo    | Pts | PJ | PG | PE | PP | GF | GC | Dif |
| --------- | --- | -- | -- | -- | -- | -- | -- | --- |
| Jordania  | 7   | 3  | 2  | 1  | 0  | 3  | 0  | 3   |
| Australia | 6   | 3  | 2  | 0  | 1  | 6  | 3  | 3   |
| Palestina | 2   | 3  | 0  | 2  | 1  | 0  | 3  | -3  |
| Siria     | 1   | 3  | 0  | 1  | 2  | 2  | 5  | -3  |

| 6 de enero de 2019 | Australia | 0:1 (0:1) | Jordania        | Estadio Hazza bin Zayed, Al Ain                        |                                                        |
| 15:00              |           | Reporte   | Bani Yaseen 26' | Asistencia: 4934 espectadores Árbitro(s): Ahmed Al-Kaf | Asistencia: 4934 espectadores Árbitro(s): Ahmed Al-Kaf |

| 6 de enero de 2019 | Siria | 0:0     | Palestina | Estadio Sharjah, Sharjah                                  |                                                           |
| 20:00              |       | Reporte |           | Asistencia: 8471 espectadores Árbitro(s): Ravshan Irmatov | Asistencia: 8471 espectadores Árbitro(s): Ravshan Irmatov |

| 10 de enero de 2019 | Jordania                     | 2:0 (2:0) | Siria | Estadio Khalifa bin Zayed, Al Ain                      |                                                        |
| 17:30               | Al-Taamari 26' · Khattab 43' | Reporte   |       | Asistencia: 9152 espectadores Árbitro(s): Kim Dong-jin | Asistencia: 9152 espectadores Árbitro(s): Kim Dong-jin |

| 11 de enero de 2019 | Palestina | 0:3 (0:2) | Australia                              | Estadio Al-Rashid, Dubái                                       |                                                                |
| 15:00               |           | Reporte   | Maclaren 18' · Mabil 20' · Giannou 90' | Asistencia: 11 915 espectadores Árbitro(s): Valentin Kovalenko | Asistencia: 11 915 espectadores Árbitro(s): Valentin Kovalenko |

| 15 de enero de 2019 | Australia                                | 3:2 (1:1) | Siria                            | Estadio Khalifa bin Zayed, Al Ain                       |                                                         |
| 17:30               | Mabil 41' · Ikonomidis 54' · Rogić 90+3' | Reporte   | Kharbin 43' · Al Soma 80' (pen.) | Asistencia: 10 492 espectadores Árbitro(s): César Ramos | Asistencia: 10 492 espectadores Árbitro(s): César Ramos |

| 15 de enero de 2019 | Palestina | 0:0     | Jordania | Estadio Mohammed bin Zayed, Abu Dabi                      |                                                           |
| 17:30               |           | Reporte |          | Asistencia: 20 843 espectadores Árbitro(s): Mohanad Qasim | Asistencia: 20 843 espectadores Árbitro(s): Mohanad Qasim |

### Grupo C
| Equipo        | Pts | PJ | PG | PE | PP | GF | GC | Dif |
| ------------- | --- | -- | -- | -- | -- | -- | -- | --- |
| Corea del Sur | 9   | 3  | 3  | 0  | 0  | 4  | 0  | 4   |
| China         | 6   | 3  | 2  | 0  | 1  | 5  | 3  | 2   |
| Kirguistán    | 3   | 3  | 1  | 0  | 2  | 4  | 4  | 0   |
| Filipinas     | 0   | 3  | 0  | 0  | 3  | 1  | 7  | -6  |

| 7 de enero de 2019 | China                             | 2:1 (0:1) | Kirguistán   | Estadio Khalifa bin Zayed, Al Ain                                |                                                                  |
| 15:00              | Matyash 50' (a.g.) · Yu Dabao 78' | Reporte   | Israilov 42' | Asistencia: 1839 espectadores Árbitro(s): Abdulla Hassan Mohamed | Asistencia: 1839 espectadores Árbitro(s): Abdulla Hassan Mohamed |

| 7 de enero de 2019 | Corea del Sur | 1:0 (0:0) | Filipinas | Estadio Al-Maktoum, Dubái                                 |                                                           |
| 17:30              | Hwang 67'     | Reporte   |           | Asistencia: 3185 espectadores Árbitro(s): Nawaf Shukralla | Asistencia: 3185 espectadores Árbitro(s): Nawaf Shukralla |

| 11 de enero de 2019 | Filipinas | 0:3 (0:1) | China                          | Estadio Mohammed bin Zayed, Abu Dabi                        |                                                             |
| 17:30               |           | Reporte   | Wu Lei 40', 66' · Yu Dabao 80' | Asistencia: 16 013 espectadores Árbitro(s): Hiroyuki Kimura | Asistencia: 16 013 espectadores Árbitro(s): Hiroyuki Kimura |

| 11 de enero de 2019 | Kirguistán | 0:1 (0:1) | Corea del Sur | Estadio Hazza bin Zayed, Al Ain                           |                                                           |
| 20:00               |            | Reporte   | Kim 41'       | Asistencia: 4893 espectadores Árbitro(s): Khamis Al-Marri | Asistencia: 4893 espectadores Árbitro(s): Khamis Al-Marri |

| 16 de enero de 2019 | Corea del Sur              | 2:0 (1:0) | China | Estadio Al-Nahyan, Abu Dabi                                       |                                                                   |
| 17:30               | Hwang 14' (pen.) · Kim 51' | Reporte   |       | Asistencia: 13 579 espectadores Árbitro(s): Abdulrahman Al-Jassim | Asistencia: 13 579 espectadores Árbitro(s): Abdulrahman Al-Jassim |

| 16 de enero de 2019 | Kirguistán        | 3:1 (1:0) | Filipinas   | Estadio Al-Rashid, Dubái                                    |                                                             |
| 17:30               | Lux 24', 51', 77' | Reporte   | Schröck 80' | Asistencia: 4217 espectadores Árbitro(s): Turki Al-Khudhayr | Asistencia: 4217 espectadores Árbitro(s): Turki Al-Khudhayr |

### Grupo D
| Equipo  | Pts | PJ | PG | PE | PP | GF | GC | Dif |
| ------- | --- | -- | -- | -- | -- | -- | -- | --- |
| Irán    | 7   | 3  | 2  | 1  | 0  | 7  | 0  | 7   |
| Irak    | 7   | 3  | 2  | 1  | 0  | 6  | 2  | 4   |
| Vietnam | 3   | 3  | 1  | 0  | 2  | 4  | 5  | -1  |
| Yemen   | 0   | 3  | 0  | 0  | 3  | 0  | 10 | -10 |

| 7 de enero de 2019 | Irán                                                     | 5:0 (3:0) | Yemen | Estadio Mohammed bin Zayed, Abu Dabi                 |                                                      |
| 20:00              | Taremi 12', 25' · Dejagah 23' · Azmoun 53' · Ghoddos 78' | Reporte   |       | Asistencia: 5301 espectadores Árbitro(s): Ryuji Sato | Asistencia: 5301 espectadores Árbitro(s): Ryuji Sato |

| 8 de enero de 2019 | Irak                                    | 3:2 (1:2) | Vietnam                           | Estadio Jeque Zayed, Abu Dabi                                   |                                                                 |
| 17:30              | Mohanad Ali 35' · Tariq 60' · Adnan 90' | Reporte   | Faez 24' (a.g.) · Công Phượng 42' | Asistencia: 4779 espectadores Árbitro(s): Abdulrahman Al-Jassim | Asistencia: 4779 espectadores Árbitro(s): Abdulrahman Al-Jassim |

| 12 de enero de 2019 | Vietnam | 0:2 (0:1) | Irán            | Estadio Al-Nahyan, Abu Dabi                               |                                                           |
| 15:00               |         | Reporte   | Azmoun 38', 69' | Asistencia: 10 841 espectadores Árbitro(s): Muhammad Taqi | Asistencia: 10 841 espectadores Árbitro(s): Muhammad Taqi |

| 12 de enero de 2019 | Yemen | 0:3 (0:2) | Irak                                      | Estadio Sharjah, Sharjah                          |                                                   |
| 17:30               |       | Reporte   | Mohanad Ali 11' · Resan 19' · Abbas 90+1' | Asistencia: 9757 espectadores Árbitro(s): Fu Ming | Asistencia: 9757 espectadores Árbitro(s): Fu Ming |

| 16 de enero de 2019 | Irán | 0:0     | Irak | Estadio Al-Maktoum, Dubái                                   |                                                             |
| 20:00               |      | Reporte |      | Asistencia: 15 038 espectadores Árbitro(s): Ravshan Irmatov | Asistencia: 15 038 espectadores Árbitro(s): Ravshan Irmatov |

| 16 de enero de 2019 | Vietnam                             | 2:0 (1:0) | Yemen | Estadio Hazza bin Zayed, Al Ain                        |                                                        |
| 20:00               | Quang Hải 38' · Ngọc Hải 64' (pen.) | Reporte   |       | Asistencia: 8237 espectadores Árbitro(s): Ahmed Al-Kaf | Asistencia: 8237 espectadores Árbitro(s): Ahmed Al-Kaf |

### Grupo E
| Equipo          | Pts | PJ | PG | PE | PP | GF | GC | Dif |
| --------------- | --- | -- | -- | -- | -- | -- | -- | --- |
| Catar           | 9   | 3  | 3  | 0  | 0  | 10 | 0  | 10  |
| Arabia Saudita  | 6   | 3  | 2  | 0  | 1  | 6  | 2  | 4   |
| Líbano          | 3   | 3  | 1  | 0  | 2  | 4  | 5  | -1  |
| Corea del Norte | 0   | 3  | 0  | 0  | 3  | 1  | 14 | -13 |

| 8 de enero de 2019 | Arabia Saudita                                                | 4:0 (2:0) | Corea del Norte | Estadio Al-Rashid, Dubái                              |                                                       |
| 20:00              | Bahebri 28' · Al-Fatil 37' · Al-Dawsari 70' · Al-Muwallad 87' | Reporte   |                 | Asistencia: 5075 espectadores Árbitro(s): Peter Green | Asistencia: 5075 espectadores Árbitro(s): Peter Green |

| 9 de enero de 2019 | Catar                       | 2:0 (0:0) | Líbano | Estadio Hazza bin Zayed, Al Ain                   |                                                   |
| 20:00              | Hishan 65' · Almoez Ali 79' | Reporte   |        | Asistencia: 7847 espectadores Árbitro(s): Ma Ning | Asistencia: 7847 espectadores Árbitro(s): Ma Ning |

| 12 de enero de 2019 | Líbano | 0:2 (0:1) | Arabia Saudita                   | Estadio Al-Maktoum, Dubái                             |                                                       |
| 20:00               |        | Reporte   | Al-Muwallad 12' · Al-Mogahwi 67' | Asistencia: 13 792 espectadores Árbitro(s): Ali Sabah | Asistencia: 13 792 espectadores Árbitro(s): Ali Sabah |

| 13 de enero de 2019 | Corea del Norte | 0:6 (0:3) | Catar                                                   | Estadio Khalifa bin Zayed, Al Ain                               |                                                                 |
| 15:00               |                 | Reporte   | Almoez Ali 9', 11', 55', 60' · Khoukhi 43' · Hassan 68' | Asistencia: 452 espectadores Árbitro(s): Hettikamkanamge Perera | Asistencia: 452 espectadores Árbitro(s): Hettikamkanamge Perera |

| 17 de enero de 2019 | Arabia Saudita | 0:2 (0:1) | Catar                | Estadio Jeque Zayed, Abu Dabi                            |                                                          |
| 20:00               |                | Reporte   | Almoez Ali 45+1' 80' | Asistencia: 16 067 espectadores Árbitro(s): Kim Dong-jin | Asistencia: 16 067 espectadores Árbitro(s): Kim Dong-jin |

| 17 de enero de 2019 | Líbano                                               | 4:1 (1:1) | Corea del Norte | Estadio Sharjah, Sharjah                                    |                                                             |
| 20:00               | Michel 27' · El-Helwe 65' 90+8' · Maatouk 80' (pen.) | Reporte   | Pak 9'          | Asistencia: 4332 espectadores Árbitro(s): Christopher Beath | Asistencia: 4332 espectadores Árbitro(s): Christopher Beath |

### Grupo F
| Equipo       | Pts | PJ | PG | PE | PP | GF | GC | Dif |
| ------------ | --- | -- | -- | -- | -- | -- | -- | --- |
| Japón        | 9   | 3  | 3  | 0  | 0  | 6  | 3  | 3   |
| Uzbekistán   | 6   | 3  | 2  | 0  | 1  | 7  | 3  | 4   |
| Omán         | 3   | 3  | 1  | 0  | 2  | 4  | 4  | 0   |
| Turkmenistán | 0   | 3  | 0  | 0  | 3  | 3  | 10 | -7  |

| 9 de enero de 2019 | Japón                     | 3:2 (0:1) | Turkmenistán                   | Estadio Al-Nahyan, Abu Dabi                               |                                                           |
| 15:00              | Osako 56', 60' · Doan 71' | Reporte   | Amanow 26' · Ataýew 79' (pen.) | Asistencia: 5725 espectadores Árbitro(s): Alireza Faghani | Asistencia: 5725 espectadores Árbitro(s): Alireza Faghani |

| 9 de enero de 2019 | Uzbekistán                   | 2:1 (1:0) | Omán            | Estadio Sharjah, Sharjah                               |                                                        |
| 17:30              | Ahmedov 34' · Shomurodov 85' | Reporte   | Al-Ghassani 72' | Asistencia: 9424 espectadores Árbitro(s): Ko Hyung-jin | Asistencia: 9424 espectadores Árbitro(s): Ko Hyung-jin |

| 13 de enero de 2019 | Omán | 0:1 (0:1) | Japón                | Estadio Jeque Zayed, Abu Dabi                                        |                                                                      |
| 17:30               |      | Reporte   | Haraguchi 28' (pen.) | Asistencia: 12 110 espectadores Árbitro(s): Mohd Amirul Izwan Yaacob | Asistencia: 12 110 espectadores Árbitro(s): Mohd Amirul Izwan Yaacob |

| 13 de enero de 2019 | Turkmenistán | 0:4 (0:4) | Uzbekistán                                        | Estadio Al-Rashid, Dubái                                   |                                                            |
| 20:00               |              | Reporte   | Sidikov 17' · Shomurodov 24' 42' · Masharipov 40' | Asistencia: 4354 espectadores Árbitro(s): Ammar Al-Jeneibi | Asistencia: 4354 espectadores Árbitro(s): Ammar Al-Jeneibi |

| 17 de enero de 2019 | Japón                   | 2:1 (1:1) | Uzbekistán     | Estadio Khalifa bin Zayed, Al Ain                                |                                                                  |
| 17:30               | Muto 43' · Shiotani 58' | Reporte   | Shomurodov 40' | Asistencia: 7005 espectadores Árbitro(s): Abdulla Hassan Mohamed | Asistencia: 7005 espectadores Árbitro(s): Abdulla Hassan Mohamed |

| 17 de enero de 2019 | Omán                                           | 3:1 (1:0) | Turkmenistán     | Estadio Mohammed bin Zayed, Abu Dabi                      |                                                           |
| 17:30               | Kano 20' · Al-Ghassani 84' · Al-Musalami 90+3' | Reporte   | Annadurdyýew 41' | Asistencia: 8338 espectadores Árbitro(s): Nawaf Shukralla | Asistencia: 8338 espectadores Árbitro(s): Nawaf Shukralla |

### Mejores terceros
| Equipo     | Gr | Pts | PJ | PG | PE | PP | GF | GC | Dif |
| ---------- | -- | --- | -- | -- | -- | -- | -- | -- | --- |
| Baréin     | A  | 4   | 3  | 1  | 1  | 1  | 2  | 2  | 0   |
| Kirguistán | C  | 3   | 3  | 1  | 0  | 2  | 4  | 4  | 0   |
| Omán       | F  | 3   | 3  | 1  | 0  | 2  | 4  | 4  | 0   |
| Vietnam    | D  | 3   | 3  | 1  | 0  | 2  | 4  | 5  | -1  |
| Líbano     | E  | 3   | 3  | 1  | 0  | 2  | 4  | 5  | -1  |
| Palestina  | B  | 2   | 3  | 0  | 2  | 1  | 0  | 3  | -3  |

- Vietnam y Líbano empataron en puntos y goles, pero Vietnam tenía un mejor puesto en el ranking FIFA, por eso clasificó como el cuarto tercero.

Los emparejamientos de los octavos de final fueron definidos de la siguiente manera:
- Partido 1: 2.º del grupo A v 2.º del grupo C
- Partido 2: 1.º del grupo D v 3.º del grupo B/E/F
- Partido 3: 1.º del grupo B v 3.º del grupo A/C/D
- Partido 4: 1.º del grupo F v 2.º del grupo E
- Partido 5: 1.º del grupo C v 3.º del grupo A/B/F
- Partido 6: 1.º del grupo E v 2.º del grupo D
- Partido 7: 1.º del grupo A v 3.º del grupo C/D/E
- Partido 8: 2.º del grupo B v 2.º del grupo F

Los emparejamientos de los partidos 1, 3, 4 y 5 dependen de quienes sean los terceros lugares que se clasifiquen a los octavos de final. La siguiente tabla muestra las diferentes opciones para definir a los rivales de los ganadores de los grupos A, B, C y D.
     – Combinación que se dio en esta edición.
| Si los 4 mejores terceros son de los grupos: | El 1.º del grupo A juega con: | El 1.º del grupo B juega con: | El 1.º del grupo C juega con: | El 1.º del grupo D juega con: |
| -------------------------------------------- | ----------------------------- | ----------------------------- | ----------------------------- | ----------------------------- |
| A, B, C y D                                  | 3.º del grupo C               | 3.º del grupo D               | 3.º del grupo A               | 3.º del grupo B               |
| A, B, C y E                                  | 3.º del grupo C               | 3.º del grupo A               | 3.º del grupo B               | 3.º del grupo E               |
| A, B, C y F                                  | 3.º del grupo C               | 3.º del grupo A               | 3.º del grupo B               | 3.º del grupo F               |
| A, B, D y E                                  | 3.º del grupo D               | 3.º del grupo A               | 3.º del grupo B               | 3.º del grupo E               |
| A, B, D y F                                  | 3.º del grupo D               | 3.º del grupo A               | 3.º del grupo B               | 3.º del grupo F               |
| A, B, E y F                                  | 3.º del grupo E               | 3.º del grupo A               | 3.º del grupo B               | 3.º del grupo F               |
| A, C, D y E                                  | 3.º del grupo C               | 3.º del grupo D               | 3.º del grupo A               | 3.º del grupo E               |
| A, C, D y F                                  | 3.º del grupo C               | 3.º del grupo D               | 3.º del grupo A               | 3.º del grupo F               |
| A, C, E y F                                  | 3.º del grupo C               | 3.º del grupo A               | 3.º del grupo F               | 3.º del grupo E               |
| A, D, E y F                                  | 3.º del grupo D               | 3.º del grupo A               | 3.º del grupo F               | 3.º del grupo E               |
| B, C, D y E                                  | 3.º del grupo C               | 3.º del grupo D               | 3.º del grupo B               | 3.º del grupo E               |
| B, C, D y F                                  | 3.º del grupo C               | 3.º del grupo D               | 3.º del grupo B               | 3.º del grupo F               |
| B, C, E y F                                  | 3.º del grupo E               | 3.º del grupo C               | 3.º del grupo B               | 3.º del grupo F               |
| B, D, E y F                                  | 3.º del grupo E               | 3.º del grupo D               | 3.º del grupo B               | 3.º del grupo F               |
| C, D, E y F                                  | 3.º del grupo C               | 3.º del grupo D               | 3.º del grupo F               | 3.º del grupo E               |

## Segunda fase

### Cuadro
|  | Octavos de final               | Octavos de final       |                         |       | Cuartos de final | Cuartos de final |  |  | Semifinales | Semifinales |  |  | Final | Final |
|  |                                |                        |                         |       |                  |                  |  |  |             |             |  |  |       |       |
|  | 20 de enero - Al Ain           |                        |                         |       |                  |                  |  |  |             |             |  |  |       |       |
|  |                                |                        |                         |       |                  |                  |  |  |             |             |  |  |       |       |
|  | Tailandia                      | 1                      |                         |       |                  |                  |  |  |             |             |  |  |       |       |
|  | Tailandia                      | 1                      | 24 de enero - Abu Dabi  |       |                  |                  |  |  |             |             |  |  |       |       |
|  | China                          | 2                      |                         |       |                  |                  |  |  |             |             |  |  |       |       |
|  | China                          | 2                      | China                   | 0     |                  |                  |  |  |             |             |  |  |       |       |
|  | 20 de enero - Abu Dabi         |                        | China                   | 0     |                  |                  |  |  |             |             |  |  |       |       |
|  |                                | Irán                   | 3                       |       |                  |                  |  |  |             |             |  |  |       |       |
|  | Irán                           | Irán                   | 3                       | 2     |                  |                  |  |  |             |             |  |  |       |       |
|  | Irán                           |                        | 28 de enero - Al Ain    | 2     |                  |                  |  |  |             |             |  |  |       |       |
|  | Omán                           | 0                      |                         |       |                  |                  |  |  |             |             |  |  |       |       |
|  | Omán                           | 0                      | Irán                    | 0     |                  |                  |  |  |             |             |  |  |       |       |
|  | 20 de enero - Dubái            |                        | Irán                    | 0     |                  |                  |  |  |             |             |  |  |       |       |
|  |                                | Japón                  | 3                       |       |                  |                  |  |  |             |             |  |  |       |       |
|  | Jordania                       | Japón                  | 3                       | 1 (2) |                  |                  |  |  |             |             |  |  |       |       |
|  | Jordania                       | 24 de enero - Dubái    |                         | 1 (2) |                  |                  |  |  |             |             |  |  |       |       |
|  | Vietnam (p.)                   | 1 (4)                  |                         |       |                  |                  |  |  |             |             |  |  |       |       |
|  | Vietnam (p.)                   | 1 (4)                  | Vietnam                 | 0     |                  |                  |  |  |             |             |  |  |       |       |
|  | 21 de enero - Sharjah          |                        | Vietnam                 | 0     |                  |                  |  |  |             |             |  |  |       |       |
|  |                                | Japón                  | 1                       |       |                  |                  |  |  |             |             |  |  |       |       |
|  | Japón                          | Japón                  | 1                       | 1     |                  |                  |  |  |             |             |  |  |       |       |
|  | Japón                          |                        | 1 de febrero - Abu Dabi | 1     |                  |                  |  |  |             |             |  |  |       |       |
|  | Arabia Saudita                 | 0                      |                         |       |                  |                  |  |  |             |             |  |  |       |       |
|  | Arabia Saudita                 | 0                      | Japón                   | 1     |                  |                  |  |  |             |             |  |  |       |       |
|  | 22 de enero - Dubái            |                        | Japón                   | 1     |                  |                  |  |  |             |             |  |  |       |       |
|  |                                | Catar                  | 3                       |       |                  |                  |  |  |             |             |  |  |       |       |
|  | Corea del Sur (t. s.)          | Catar                  | 3                       | 2     |                  |                  |  |  |             |             |  |  |       |       |
|  | Corea del Sur (t. s.)          | 25 de enero - Abu Dabi |                         | 2     |                  |                  |  |  |             |             |  |  |       |       |
|  | Baréin                         | 1                      |                         |       |                  |                  |  |  |             |             |  |  |       |       |
|  | Baréin                         | 1                      | Corea del Sur           | 0     |                  |                  |  |  |             |             |  |  |       |       |
|  | 22 de enero - Abu Dabi         |                        | Corea del Sur           | 0     |                  |                  |  |  |             |             |  |  |       |       |
|  |                                | Catar                  | 1                       |       |                  |                  |  |  |             |             |  |  |       |       |
|  | Catar                          | Catar                  | 1                       | 1     |                  |                  |  |  |             |             |  |  |       |       |
|  | Catar                          |                        | 29 de enero - Abu Dabi  | 1     |                  |                  |  |  |             |             |  |  |       |       |
|  | Irak                           | 0                      |                         |       |                  |                  |  |  |             |             |  |  |       |       |
|  | Irak                           | 0                      | Catar                   | 4     |                  |                  |  |  |             |             |  |  |       |       |
|  | 21 de enero - Abu Dabi         |                        | Catar                   | 4     |                  |                  |  |  |             |             |  |  |       |       |
|  |                                | Emiratos Árabes Unidos | 0                       |       |                  |                  |  |  |             |             |  |  |       |       |
|  | Emiratos Árabes Unidos (t. s.) | Emiratos Árabes Unidos | 0                       | 3     |                  |                  |  |  |             |             |  |  |       |       |
|  | Emiratos Árabes Unidos (t. s.) | 25 de enero - Al Ain   |                         | 3     |                  |                  |  |  |             |             |  |  |       |       |
|  | Kirguistán                     | 2                      |                         |       |                  |                  |  |  |             |             |  |  |       |       |
|  | Kirguistán                     | 2                      | Emiratos Árabes Unidos  | 1     |                  |                  |  |  |             |             |  |  |       |       |
|  | 21 de enero - Al Ain           |                        | Emiratos Árabes Unidos  | 1     |                  |                  |  |  |             |             |  |  |       |       |
|  |                                | Australia              | 0                       |       |                  |                  |  |  |             |             |  |  |       |       |
|  | Australia (p.)                 | Australia              | 0                       | 0 (4) |                  |                  |  |  |             |             |  |  |       |       |
|  | Australia (p.)                 |                        |                         | 0 (4) |                  |                  |  |  |             |             |  |  |       |       |
|  | Uzbekistán                     | 0 (2)                  |                         |       |                  |                  |  |  |             |             |  |  |       |       |
|  | Uzbekistán                     | 0 (2)                  |                         |       |                  |                  |  |  |             |             |  |  |       |       |

### Octavos de final
| 20 de enero de 2019 | Jordania                              | 1:1 (1:1, 1:0) (t. s.)(2:4 p.) | Vietnam                                                     | Estadio Al-Maktoum, Dubái                                   |                                                             |
| 15:00               | Abdel-Rahman 39'                      | Reporte                        | Công Phượng 51'                                             | Asistencia: 14 205 espectadores Árbitro(s): Alireza Faghani | Asistencia: 14 205 espectadores Árbitro(s): Alireza Faghani |
|                     |                                       | Tiros desde el punto penal     |                                                             |                                                             |                                                             |
|                     | Abdel-Rahman · Faisal · Samir · Ersan |                                | Ngọc Hải · Hùng Dũng · Xuân Trường · Minh Vương · Tiến Dũng |                                                             |                                                             |

| 20 de enero de 2019 | Tailandia    | 1:2 (1:0) | China                             | Estadio Hazza bin Zayed, Al Ain                                  |                                                                  |
| 18:00               | Supachai 31' | Reporte   | Xiao Zhi 67' · Gao Lin 71' (pen.) | Asistencia: 8026 espectadores Árbitro(s): Abdulla Hassan Mohamed | Asistencia: 8026 espectadores Árbitro(s): Abdulla Hassan Mohamed |

| 20 de enero de 2019 | Irán                                 | 2:0 (2:0) | Omán | Estadio Mohammed bin Zayed, Abu Dabi                    |                                                         |
| 21:00               | Jahanbakhsh 32' · Dejagah 41' (pen.) | Reporte   |      | Asistencia: 31 945 espectadores Árbitro(s): César Ramos | Asistencia: 31 945 espectadores Árbitro(s): César Ramos |

| 21 de enero de 2019 | Japón        | 1:0 (1:0) | Arabia Saudita | Estadio Sharjah, Sharjah                                  |                                                           |
| 15:00               | Tomiyasu 20' | Reporte   |                | Asistencia: 6832 espectadores Árbitro(s): Ravshan Irmatov | Asistencia: 6832 espectadores Árbitro(s): Ravshan Irmatov |

| 21 de enero de 2019 | Australia                                    | 0:0 (t. s.)(4:2 p.)        | Uzbekistán                                    | Estadio Khalifa bin Zayed, Al Ain                               |                                                                 |
| 18:00               |                                              | Reporte                    |                                               | Asistencia: 6809 espectadores Árbitro(s): Abdulrahman Al-Jassim | Asistencia: 6809 espectadores Árbitro(s): Abdulrahman Al-Jassim |
|                     |                                              | Tiros desde el punto penal |                                               |                                                                 |                                                                 |
|                     | Milligan · Behich · Kruse · Giannou · Leckie |                            | Shukurov · Tukhtakhodjaev · Alibaev · Bikmaev |                                                                 |                                                                 |

| 21 de enero de 2019 | Emiratos Árabes Unidos                          | 3:2 (2:2, 1:1) (t. s.) | Kirguistán                   | Estadio Jeque Zayed, Abu Dabi                       |                                                     |
| 21:00               | Esmaeel 14' · Mabkhout 64' · Khalil 103' (pen.) | Reporte                | Murzaev 26' · Rustanov 90+1' | Asistencia: 17 784 espectadores Árbitro(s): Fu Ming | Asistencia: 17 784 espectadores Árbitro(s): Fu Ming |

| 22 de enero de 2019 | Corea del Sur          | 2:1 (1:1, 1:0) (t. s.) | Baréin         | Estadio Al-Rashid, Dubái                             |                                                      |
| 17:00               | Hwang 43' · Kim 105+2' | Reporte                | Al Romaihi 77' | Asistencia: 7658 espectadores Árbitro(s): Ryuji Sato | Asistencia: 7658 espectadores Árbitro(s): Ryuji Sato |

| 22 de enero de 2019 | Catar       | 1:0 (0:0) | Irak | Estadio Al-Nahyan, Abu Dabi                               |                                                           |
| 20:00               | Al-Rawi 62' | Reporte   |      | Asistencia: 14 701 espectadores Árbitro(s): Muhammad Taqi | Asistencia: 14 701 espectadores Árbitro(s): Muhammad Taqi |

### Cuartos de final
| 24 de enero de 2019 | Vietnam | 0:1 (0:0) | Japón           | Estadio Al-Maktoum, Dubái                                        |                                                                  |
| 17:00               |         | Reporte   | Doan 57' (pen.) | Asistencia: 8954 espectadores Árbitro(s): Abdulla Hassan Mohamed | Asistencia: 8954 espectadores Árbitro(s): Abdulla Hassan Mohamed |

| 24 de enero de 2019 | China | 0:3 (0:2) | Irán                                       | Estadio Mohammed bin Zayed, Abu Dabi                              |                                                                   |
| 20:00               |       | Reporte   | Taremi 18' · Azmoun 31' · Ansarifard 90+1' | Asistencia: 19 578 espectadores Árbitro(s): Abdulrahman Al-Jassim | Asistencia: 19 578 espectadores Árbitro(s): Abdulrahman Al-Jassim |

| 25 de enero de 2019 | Corea del Sur | 0:1 (0:0) | Catar     | Estadio Jeque Zayed, Abu Dabi                               |                                                             |
| 17:00               |               | Reporte   | Hatem 78' | Asistencia: 13 791 espectadores Árbitro(s): Ravshan Irmatov | Asistencia: 13 791 espectadores Árbitro(s): Ravshan Irmatov |

| 25 de enero de 2019 | Emiratos Árabes Unidos | 1:0 (0:0) | Australia | Estadio Hazza bin Zayed, Al Ain                        |                                                        |
| 20:00               | Ali Mabkhout 68'       | Reporte   |           | Asistencia: 25 053 espectadores Árbitro(s): Ryuji Sato | Asistencia: 25 053 espectadores Árbitro(s): Ryuji Sato |

### Semifinales
| 28 de enero de 2019 | Irán | 0:3 (0:0) | Japón                                  | Estadio Hazza bin Zayed, Al Ain                               |                                                               |
| 18:00               |      | Reporte   | Osako 56' 67' (pen.) · Haraguchi 90+1' | Asistencia: 23 262 espectadores Árbitro(s): Christopher Beath | Asistencia: 23 262 espectadores Árbitro(s): Christopher Beath |

| 29 de enero de 2019 | Emiratos Árabes Unidos | 0:4 (0:2) | Catar                                                       | Estadio Mohammed bin Zayed, Abu Dabi                    |                                                         |
| 18:00               |                        | Reporte   | Khoukhi 22' · Almoez Ali 37' · Al-Haidos 80' · Ismail 90+4' | Asistencia: 38 646 espectadores Árbitro(s): César Ramos | Asistencia: 38 646 espectadores Árbitro(s): César Ramos |

### Final
| 1 de febrero de 2019 | Japón        | 1:3 (0:2) | Catar                                        | Estadio Jeque Zayed, Abu Dabi                               |                                                             |
| 18:00                | Minamino 68' | Reporte   | Almoez Ali 12' · Hatem 27' · Afif 83' (pen.) | Asistencia: 36 776 espectadores Árbitro(s): Ravshan Irmatov | Asistencia: 36 776 espectadores Árbitro(s): Ravshan Irmatov |

|                           |
| Bandera de Catar          |
| Campeón Catar 1.er título |

## Estadísticas

### Tabla general

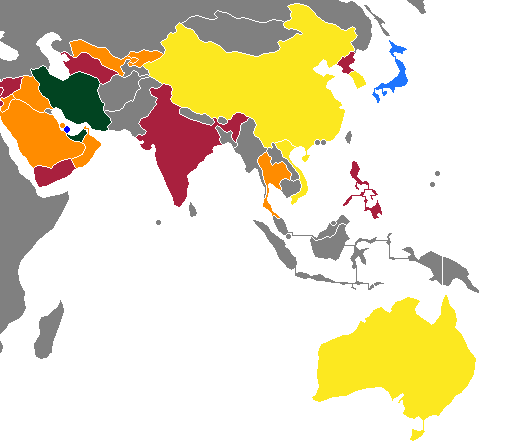
Países participantes según la fase alcanzada en el torneo.
Campeón
Subcampeón
Semifinalistas
Cuartos de final
Octavos de final
Fase de grupos

| Campeón Subcampeón | Semifinalistas Cuartos de final | Octavos de final Fase de grupos |

| Pos. | Equipo                 | Pts | PJ | PG | PE | PP | GF | GC | Dif. | Rend.  |
| ---- | ---------------------- | --- | -- | -- | -- | -- | -- | -- | ---- | ------ |
| 1    | Catar                  | 21  | 7  | 7  | 0  | 0  | 19 | 1  | 18   | 100%   |
| 2    | Japón                  | 18  | 7  | 6  | 0  | 1  | 12 | 6  | 6    | 85.72% |
| 3    | Irán                   | 13  | 6  | 4  | 1  | 1  | 12 | 3  | 9    | 72.22% |
| 4    | Emiratos Árabes Unidos | 11  | 6  | 3  | 2  | 1  | 8  | 8  | 0    | 61,11% |
| 5    | Corea del Sur          | 12  | 5  | 4  | 0  | 1  | 6  | 2  | 4    | 80%    |
| 6    | China                  | 9   | 5  | 3  | 0  | 2  | 7  | 7  | 0    | 60%    |
| 7    | Australia              | 7   | 5  | 2  | 1  | 2  | 6  | 4  | 2    | 47,77% |
| 8    | Vietnam                | 4   | 5  | 1  | 1  | 3  | 5  | 7  | -2   | 26,66% |
| 9    | Jordania               | 8   | 4  | 2  | 2  | 0  | 4  | 1  | 3    | 66,66% |
| 10   | Uzbekistán             | 7   | 4  | 2  | 1  | 1  | 7  | 3  | 4    | 58,33% |
| 11   | Irak                   | 7   | 4  | 2  | 1  | 1  | 6  | 3  | 3    | 58,33% |
| 12   | Arabia Saudita         | 6   | 4  | 2  | 0  | 2  | 6  | 3  | 3    | 50%    |
| 13   | Baréin                 | 4   | 4  | 1  | 1  | 2  | 3  | 4  | -1   | 33,33% |
| 14   | Tailandia              | 4   | 4  | 1  | 1  | 2  | 4  | 7  | -3   | 33,33% |
| 15   | Kirguistán             | 3   | 4  | 1  | 0  | 3  | 6  | 7  | -1   | 25%    |
| 16   | Omán                   | 3   | 4  | 1  | 0  | 3  | 4  | 6  | -2   | 25%    |
| 17   | India                  | 3   | 3  | 1  | 0  | 2  | 4  | 4  | 0    | 33,33% |
| 18   | Líbano                 | 3   | 3  | 1  | 0  | 2  | 4  | 5  | -1   | 33,33% |
| 19   | Palestina              | 2   | 3  | 0  | 2  | 1  | 0  | 3  | -3   | 22,22% |
| 20   | Siria                  | 1   | 3  | 0  | 1  | 2  | 2  | 5  | -3   | 11,11% |
| 21   | Filipinas              | 0   | 3  | 0  | 0  | 3  | 1  | 7  | -6   | 0%     |
| 22   | Turkmenistán           | 0   | 3  | 0  | 0  | 3  | 3  | 10 | -7   | 0%     |
| 23   | Yemen                  | 0   | 3  | 0  | 0  | 3  | 0  | 10 | -10  | 0%     |
| 24   | Corea del Norte        | 0   | 3  | 0  | 0  | 3  | 1  | 14 | -13  | 0%     |

### Goleadores
| Jugador          | Selección              | Goles |
| ---------------- | ---------------------- | ----- |
| Almoez Ali       | Catar                  | 9     |
| Ali Mabkhout     | Emiratos Árabes Unidos | 4     |
| Sardar Azmoun    | Irán                   | 4     |
| Yūya Ōsako       | Japón                  | 4     |
| Eldor Shomurodov | Uzbekistán             | 4     |
| Mehdi Taremi     | Irán                   | 3     |
| Vitalij Lux      | Kirguistán             | 3     |

| - 2 goles - Awer Mabil - Mohamed Al Romaihi - Wu Lei - Yu Dabao - Sunil Chhetri - Ashkan Dejagah - Mohanad Ali - Ritsu Doan - Genki Haraguchi - Hilal El-Helwe - Muhsen Al-Ghassani - Bassam Al-Rawi - Abdulaziz Hatem - Boualem Khoukhi - Fahad Al-Muwallad - Hwang Ui-jo - Kim Min-jae - Ahmed Khalil - Nguyễn Công Phượng - 1 gol - Apostolos Giannou - Chris Ikonomidis - Jamie Maclaren - Tom Rogic - Jamal Rashid - Gao Lin - Xiao Zhi - Jeje Lalpekhlua - Anirudh Thapa - Karim Ansarifard - Saman Ghoddos - Alireza Jahanbakhsh - Alaa Abbas - Ali Adnan - Bashar Resan - Humam Tariq - Takumi Minamino - Yoshinori Muto - Tsukasa Shiotani - Takehiro Tomiyasu - Baha' Abdel-Rahman - Musa Al-Taamari - Anas Bani Yaseen - Tareq Khattab - Akhlidin Israilov - Mirlan Murzaev - Tursunali Rustamov - Hassan Maatouk - Felix Michel Melki - Pak Kwang-ryong - Mohammed Al-Musalami - Ahmed Kano - Stephan Schröck - Akram Afif - Hassan Al-Haydos - Abdelkarim Hassan - Hamid Ismail - Salem Al-Dawsari - Mohammed Al-Fatil - Housain Al-Mogahwi - Hattan Bahebri - Hwang Hee-chan - Kim Jin-su - Omar Al Somah - Omar Kharbin - Chanathip Songkrasin - Supachai Jaided - Teerasil Dangda - Thitiphan Puangjan - Arslanmyrat Amanow - Altymyrat Annadurdyýew - Ahmet Ataýew - Khamis Esmaeel - Khalfan Mubarak - Odil Ahmedov - Jaloliddin Masharipov - Javokhir Sidikov - Nguyễn Quang Hải - Quế Ngọc Hải |

### Autogoles
| Jugador       | Selección  | Rival   | Goles |
| ------------- | ---------- | ------- | ----- |
| Ali Faez      | Irak       | Vietnam | 1     |
| Pavel Matyash | Kirguistán | China   | 1     |

### Jugadores con tres o más goles en un partido
| Pos. | Jugador     | Goles | Fecha               | Local           | Resultado | Visitante | Reporte |
| ---- | ----------- | ----- | ------------------- | --------------- | --------- | --------- | ------- |
| 1    | Almoez Ali  | 4     | 13 de enero de 2019 | Corea del Norte | 0-6       | Catar     | Grupo E |
| 2    | Vitalij Lux | 3     | 16 de enero de 2019 | Kirguistán      | 3-1       | Filipinas | Grupo C |

## Mercadeo

### Logo y Eslogán
El logo oficial de la Copa Asiática 2019  se dio conocer el 23 de enero de 2017 durante el sorteo de la tercera ronda de Clasificación para la Copa Asiática 2019. Los colores del logo se derivaron de la bandera emiratounidense, los siete hexágonos que representa los emiratos del país anfitrión. El hexágono entrelazado del logo se inspiró en el arte islámico, así como el uso tradicional  de hojas de palma  para tejer llamado saf.

## Difusión
El torneo fue transmitido por 80 canales de televisión en vivo alrededor del mundo con una teleaudiencia esperada de más de 800 millones de personas, aunque con el transcurso del torneo se vio un potencial de audiencia TV de más de 2.5 billones.
ESPN5 buscaba transmitir la totalidad de los partidos en televisión abierta en Filipinas, pero no fue aceptada por la AFC.
| País o Territorio | Televisora(s)                                                            | Transmisión Online/streaming | Ref.   |
| --- | ------------------------------------------------------------------------ | ---------------------------- | ------ |
| Medio Oriente y África del Norte                                                                                               | 'beIN Sports'                                                            | beIN Sports Connect          |        |
| América Anglosajona - Canadá - Estados Unidos                                                                                  | Univision y Univision Canada En español Ici Radio-Canada Télé en francés | DAZN                         | [ 28 ] |
| Balcanes - Albania - Bosnia y Herzegovina - Croacia - Kosovo - Macedonia del Norte - Montenegro - Serbia - Eslovenia           | Arena Sport                                                              | Klik Sport                   |        |
| Afganistán | Lemar TV                                                                 |                              |        |
| Australia | Fox Sports                                                               | Foxtel Go                    | [ 29 ] |
| Australia | Fox Sports                                                               | MyFootball                   |        |
| Australia | Fox Sports                                                               | Kayo Sports                  |        |
| Camboya | BTV News                                                                 |                              |        |
| China | CCTV                                                                     | PPTV                         |        |
| China | CCTV                                                                     | Youku                        |        |
| Hong Kong | Fox Sports                                                               | Fox+                         | [ 30 ] |
| Papúa Nueva Guinea | Fox Sports                                                               | Fox+                         | [ 30 ] |
| ASEAN - Brunéi - Camboya - Indonesia - Laos - Malasia - Birmania - Filipinas - Singapur - Tailandia - Timor Oriental - Vietnam | Fox Sports                                                               | Fox+                         | [ 30 ] |
| República de China | Fox Sports                                                               | Fox+                         | [ 30 ] |
| India | Star Sports                                                              | Hotstar                      | [ 31 ] |
| Irán | IRIB TV3                                                                 | Anten                        |        |
| Irán | Varzesh                                                                  | Anten                        |        |
| Japón | TV Asahi                                                                 |                              |        |
| Japón | NHK BS1                                                                  |                              |        |
| Jordania | JRTV                                                                     |                              |        |
| Kirguistán | KTRK Sport                                                               |                              |        |
| Líbano | Télé Liban                                                               |                              | [ 32 ] |
| Catar | Al Kass                                                                  |                              |        |
| Corea del Sur | JTBC                                                                     |                              |        |
| Corea del Sur | JTBC3 Fox Sports                                                         |                              |        |
| Tailandia | Channel 7                                                                | Bugaboo TV                   |        |
| Turkmenistán | Turkmenistan Sport                                                       |                              |        |
| Uzbekistán | Sport-UZ                                                                 | Mediabay                     |        |
| Vietnam | VTV                                                                      | VTV Go                       |        |